# Christian Albrecht Bluhme
Christian Albrecht Bluhme (Copenaghen, 27 dicembre 1794 – Copenaghen, 6 novembre 1866) è stato un politico danese, due volte primo mininistro della Danimarca: dal 27 gennaio 1852 al 21 aprile 1853 e dall’11 luglio 1864 al 6 novembre 1865.

## Biografia
Bluhme era nato a Copenaghen, in Danimarca, figlio di un comandante della marina Hans Emilius Bluhme. Bluhme frequentava la scuola di Herlufsholm, dove divenne candidato legale nel 1816. Nel 1820 divenne revisore dei conti del 2º reggimento dello Jutland e due anni dopo anche assessore presso il geometra. Nel 1824 era andato al Consiglio direttivo di Trankebar. Tornava in Danimarca e nel 1831 fu nominato consigliere di stato dell'ufficiale giudiziario della città e della contea di Store Heddinge in Zelanda. Nel 1838 fu nominato ufficiale della diocesi di Aalborg. Fu chiamato nel 1843 a partecipare all'amministrazione come direttore della Camera generale di commercio e del Collegio di commercio, di cui divenne presidente nel gennaio 1848.